# Lid van Dormaal
Het Lid van Dormaal is een gesteentelaag in de ondergrond van België die dateert uit het Vroeg-Eoceen. Het lid behoort tot de Formatie van Tienen, net als Lid van Erquelinnes dat in het zuiden van het land voorkomt.

## Kenmerken
Het Lid van Dormaal dagzoomt in Vlaams Brabant. De afzettingen dateren uit het vroegste Ypresien, ook wel aangeduid als Sparnacien. De ouderdom wordt bepaald op 55,8 tot 55,5 miljoen jaar geleden en valt daarmee samen met het Paleocene-Eocene Thermal Maximum. Het Lid van Dormaal is afgezet in een gebied met een rivierensysteem omringd door subtropisch regenwoud.

## Fauna
Het Lid van Dormaal is een van de soortenrijkste vindplaatsen van fossielen uit het vroegste Eoceen wereldwijd. Ongeveer 14.000 tanden van zoogdieren zijn gevonden op de locatie, naast postcraniële specimen. De algemeenste soort in het fossielenbestand is Paschatherium dolloi, een hoefdierachtig zoogdier uit de Louisinidae: 69,55% van de fossielen behoort tot deze soort. Verder zijn ook fossielen van meerdere soorten reptielen gevonden in Dormaal.
- Krokodillen: Allognathosuchus woutersi, Asiatosuchus, "Crocodylus" depressifrons, Diplocynodon
- Hagedissen: Amphisbaenidae indet., Anguinae indet., Blanosaurus primeocaenus, Cordylidae indet., Geiseltaliellus, Glyptosaurinae indet., Melanosaurini indet., Necrosaurus, Plesiolacerta, Saniwa orsmaelensis
- Buideldieren: Peratherium constans
- Multituberculaten: Neoplagiaulacidae indet.
- Primaatachtigen: Platychoerops georgei, Teilhardina belgica
- Knaagdieren: Euromys metacingularis, Meldimys, Microparamys nanus, Paramys anacingularis, Pseudoparamys
- Condylarthen: Landenodon woutersi, Paschatherium dolloi, P. yvetteae, Phenacodus teilhardi, Teilhardimys musculus
- Evenhoevigen: Diacodexis gigasei
- Roofdieren: Dormaalocyon latouri, Gracilocyon solei
- Creodonten: Arfia gingerichi, Galecyon morloi, Oxyaena woutersi, Palaeonictis gigantea, Prototomus girardoti, P. minimus
- Insectivoren: Apatemys teilhardi, Bustylus, Macrocranion germonpreae, M. vandebroeki, Plagioctenodon dormaalensis, Remiculus delsatei, R. cf. deutschi, Wyonycteris richardi
- Pantolesten: Palaeosinopa russelli

Verschillende families en geslachten waarvan in Dormaal fossielen zijn gevonden, zijn ook bekend van vondsten uit het jongere Klei van Egemkapel in West-Vlaanderen.